# Jill Ruckelshaus
Jill Elizabeth Ruckelshaus (nascida Strickland; nascida em 1937) é ex-assistente especial da Casa Branca e chefe do Escritório de Programas para Mulheres da Casa Branca e ativista feminista. Ela também atuou como comissária da Comissão de Direitos Civis dos Estados Unidos no início dos anos 1980. Atualmente, ela é diretora da Costco Wholesale Corporation.
Ruckelshaus é conhecida por seu papel como uma importante defensora republicana das políticas feministas, como a Emenda da Igualdade de Direitos e a escolha reprodutiva das mulheres, durante o pico da influência política da segunda onda do feminismo nos Estados Unidos. Por isso, ela foi chamada de "Gloria Steinem do Partido Republicano" por suas posições francas sobre as questões femininas. Seu papel no movimento, interpretado por Elizabeth Banks, foi dramatizado na minissérie Mrs. America, com o sexto episódio da série em seu nome.

## Vida pessoal
Ela se casou com William Ruckelshaus em 1962 e eles criaram cinco filhos juntos, incluindo dois do casamento anterior de William.

## Retrato na mídia popular
Ruckelshaus é a personagem principal da minissérie FX on Hulu de 2020, Mrs. America, onde é interpretada por Elizabeth Banks . Sua personagem é usada como ponto central para a transição do Partido Republicano de um partido que geralmente apoia questões como a ratificação da Emenda de Direitos Iguais para uma posição socialmente mais conservadora, influenciada em parte pela campanha de Phyllis Schlafly na ERA e outras Facções cristãs evangélicas, como a Maioria Moral, que se tornam forças políticas mais dominantes. Essa transição é apresentada no sexto episódio da série, intitulado em homenagem a Ruckelshaus.